# Banco Alemán Transatlántico (Calle Reconquista)
El edificio construido para el Banco Alemán Transatlántico (Deutsche Überseeische Bank) que se encuentra en la esquina noroeste de las calles Bartolomé Mitre y Reconquista es una obra del arquitecto Ernesto Sackmann. Está en el distrito financiero del barrio de San Nicolás, en la ciudad de Buenos Aires, Argentina. Se caracteriza por su torre y cúpula con dos atlantes a sus costados, sobre la ochava. En la actualidad se llama Edificio Reconquista Plaza.
Desde 1914 existía un edificio del Banco Alemán Transatlántico en la esquina de las calles Balcarce y Adolfo Alsina. Por otra parte, en el terreno comprado por el Banco Alemán, existía desde 1883 el edificio del Banco Carabassa, proyectado por el arquitecto Fernando Moog. Las obras de construcción de este nuevo edificio comenzaron a mediados del año 1924 y terminaron dos años después, cuando se instaló en él la entidad bancaria.
Años más tarde alojaría al Deutsche Bank (banco del cual dependía el Alemán Transatlántico), más tarde al BankBoston. En 2005, el holding NDM S.A. adquirió y recicló el edificio para destinarlo exclusivamente al uso de oficinas, y le impuso el nombre Reconquista Plaza.

## Descripción

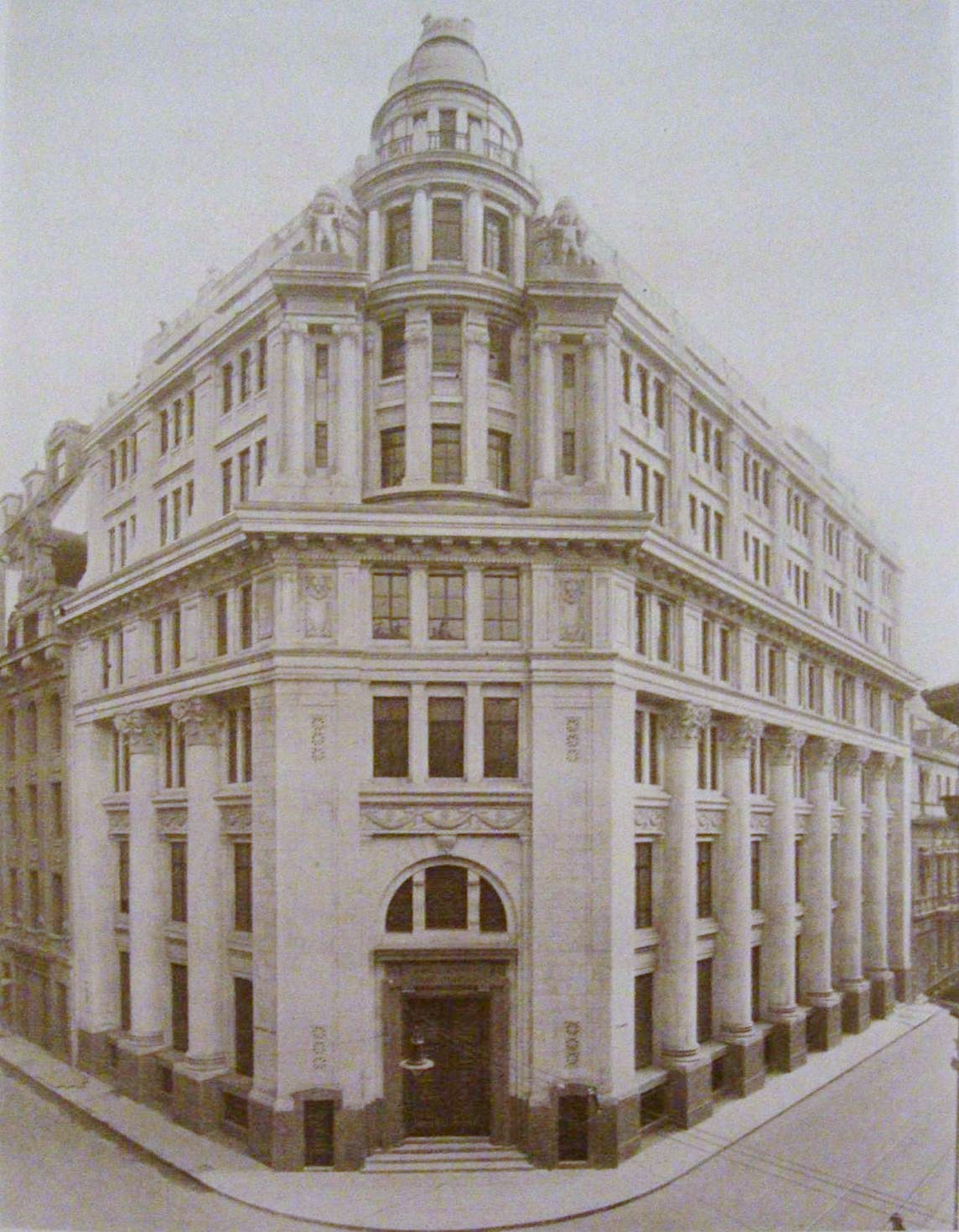
Recién terminado, en 1926

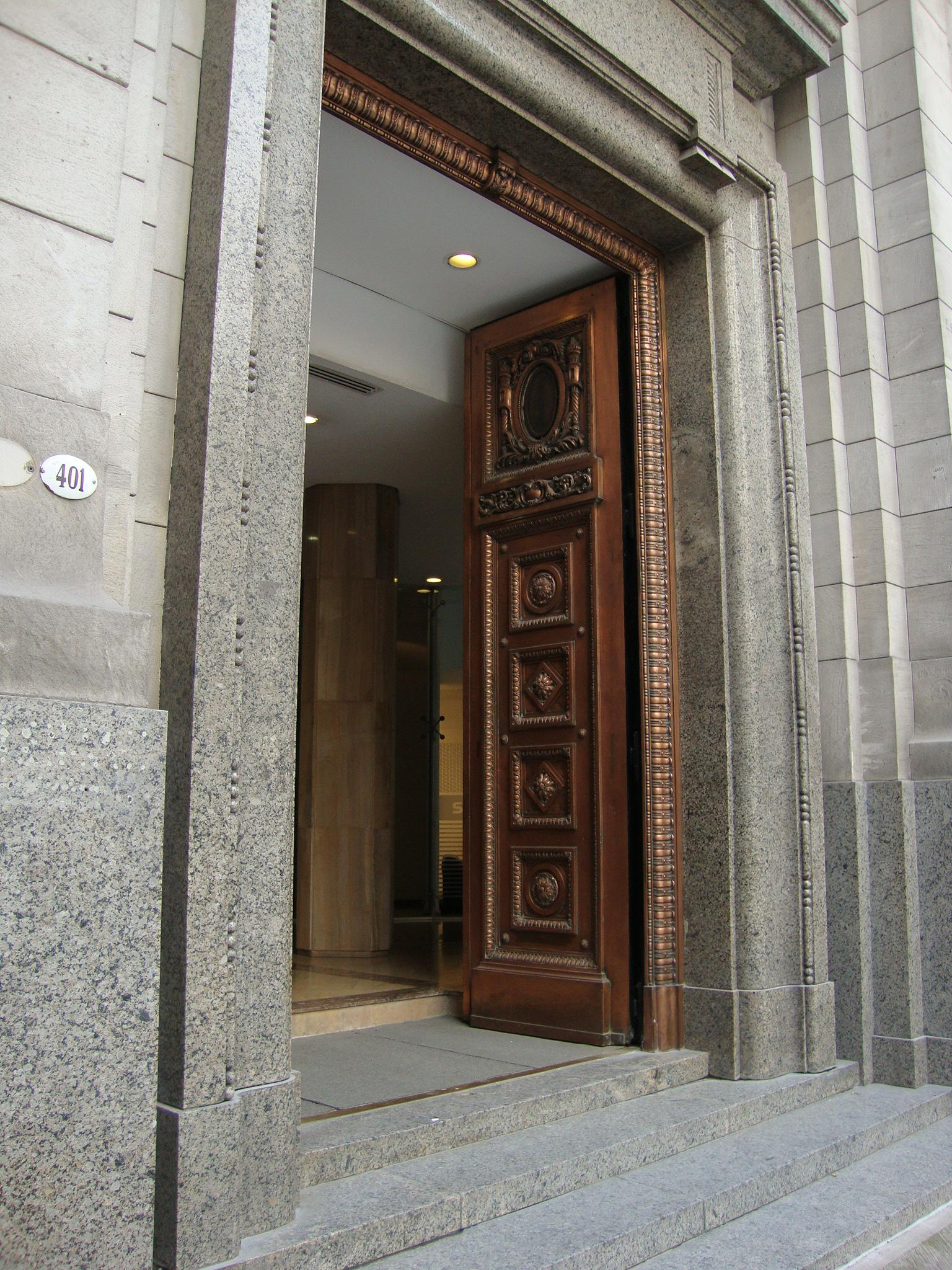
Puerta de bronce en la ochava

El edificio está constituido por 2 subsuelos, planta baja y 6 pisos altos. Todos ellos estuvieron originalmente destinados al banco, excepto los pisos 4 y 5.
En el primer sótano se ubicó el tesoro del banco, las cajas de seguridad (con un acceso independiente y ascensores para los clientes) de 10 000 kg. cada una, el archivo del banco, sanitarios y las piezas de los peones. El segundo sótano se destinó al tesoro de reserva, archivos del banco, salas de máquinas y originalmente el centro del sistema de tubos neumáticos que comunicaba las oficinas del edificio. Entre ambos tesoros suman alrededor de 2.500.000 kg de hierro redondo utilizado en sus estructuras.
Por la entrada principal del edificio, en la esquina, se accedía a un vestíbulo con 3 ascensores para el público que recorrían todas las plantas. En el centro de esta planta baja se ubicó el salón del banco, y oficinas de caja y giros. En el 2.º piso se ubicaron, hacia la ochava, las oficinas del directorio del banco, y en el 4.º el salón de reuniones.
Los pisos 4.º y 5.º fueron destinados a oficinas de renta (alquiler), con acceso propio por Reconquista 134, y 2 ascensores.
El esqueleto y entrepisos del edificio se construyeron con cemento armado. En cuanto a la decoración, el frente fue cubierto en piedra arenisca, las puertas y entradas de los ascensores se hicieron en bronce, y el hall y pisos se revistieron en mármol.